# Municipio de Lincoln (condado de O'Brien)
El municipio de Lincoln (en inglés: Lincoln Township) es un municipio ubicado en el condado de O'Brien en el estado estadounidense de Iowa. En el año 2010 tenía una población de 177 habitantes y una densidad poblacional de 1,92 personas por km².

## Geografía
El municipio de Lincoln se encuentra ubicado en las coordenadas 43°12′51″N 95°33′55″O / 43.21417, -95.56528. Según la Oficina del Censo de los Estados Unidos, el municipio tiene una superficie total de 92.04 km², de la cual 92,04 km² corresponden a tierra firme y (0 %) 0 km² es agua.

## Demografía
Según el censo de 2010, había 177 personas residiendo en el municipio de Lincoln. La densidad de población era de 1,92 hab./km². De los 177 habitantes, el municipio de Lincoln estaba compuesto por el 97,74 % blancos, el 2,26 % eran de otras razas. Del total de la población el 5,65 % eran hispanos o latinos de cualquier raza.